# Базанвил
Базанвил (фр. Bazenville) насеље је и општина у северној Француској у региону Доња Нормандија, у департману Калвадос која припада префектури Баје.
По подацима из 2011. године у општини је живело 146 становника, а густина насељености је износила 35,87 становника/km². Општина се простире на површини од 4,07 km². Налази се на средњој надморској висини од 30 метара (максималној 67 m, а минималној 53 m).

## Демографија
| 1962. | 1968. | 1975. | 1982. | 1990. | 1999. | 2011. |
| ----- | ----- | ----- | ----- | ----- | ----- | ----- |
| 158   | 177   | 149   | 164   | 145   | 144   | 146   |

График промене броја становника у току последњих година